# Бег на 400 метров с барьерами
Бег на 400 метров с барьерами — дисциплина, относящаяся к спринтерским дистанциям беговой легкоатлетической программы. Требует от спортсменов спринтерских качеств, скоростной выносливости и владения техникой преодоления барьеров. Проводится только в летнем сезоне на дорожке 400 метров. Является олимпийской дисциплиной лёгкой атлетики для мужчин с 1900 года, для женщин с 1984 года.

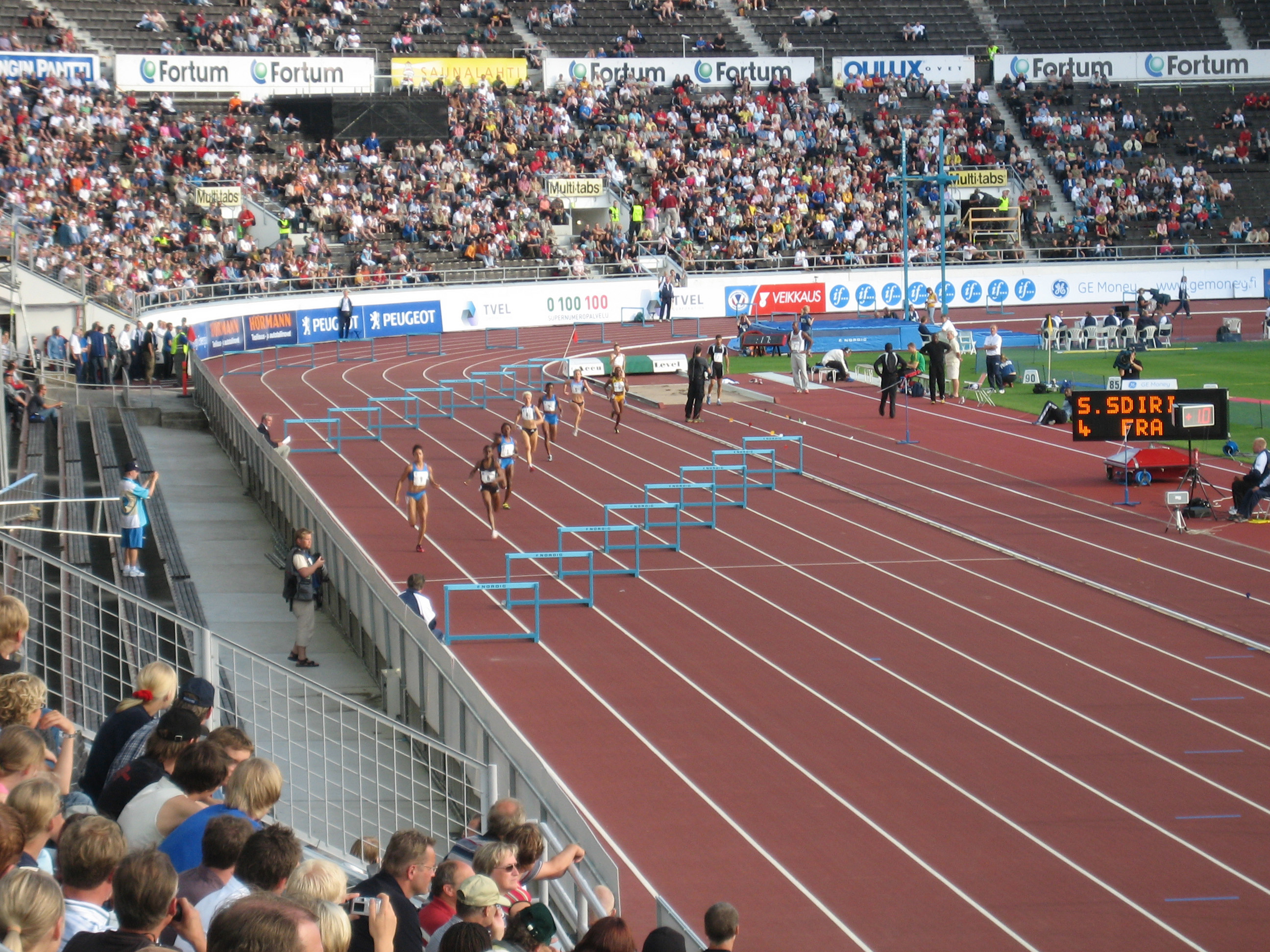
Забег на 400 метров с барьерами

## Правила и техника
Спортсмены в беге на 400 метров с барьерами принимают старт с низкой позиции из стартовых колодок. Высота барьера для мужчин 914 мм, у женщин 762 мм. На дистанции расставлено 10 барьеров, расстояние между которыми 35 метров, до первого барьера 45 метров.
Помимо обычных ошибок спринтеров, связанных с фальстартом, нарушением считается пронос ноги мимо барьера.

## Тактика
Дисциплина 400 метров с барьерами предъявляет помимо скоростной выносливости дополнительные требования к резервам, необходимым для прохождения и обрабатывания барьеров. Требуется правильно распределить силы по дистанции. Оптимальным у барьеристов мужчин высокого класса считается преодоление дистанции между барьерами в 13 шагов. Если количество шагов увеличивается, то это свидетельствует об усталости и ошибках спортсмена при подготовке.

## История
Как отдельный вид дисциплина начала культивироваться в Англии с середины XIX века. Первые исторические источники упоминают проведение соревнований в коротком барьерном беге в колледже Итон Англия (1837). Впервые в программу Олимпийских игр 400 метровый барьерный спринт у мужчин был включен в 1900 году. У женщин первые соревнования начали проводиться в начале 1970-х годов. Впервые в программу чемпионатов мира дистанция была включена в 1983 году (мужчины и женщины).
Первоначально ошибкой считалось допустить падение барьера при преодолевании. Позже (как и на дистанциях 100 и 110 метров) обнаружилось, что задевание барьера само по себе замедляет спортсмена и это правило отменили.
Сильнейшие атлеты на этой дистанции у мужчин это спортсмены США, у женщин спортсменки России, Австралии.

## Действующие рекорды
|         | Рекорд      | Время | Спортсмен(-ка)   | Страна     | Дата           | Место          |  |
| ------- | ----------- | ----- | ---------------- | ---------- | -------------- | -------------- |  |
| Мужчины | Мировой     | 45,94 | Карстен Вархольм | Норвегия   | 3 августа 2021 | Токио, Япония  |  |
| Мужчины | Олимпийский | 45,94 | Карстен Вархольм | Норвегия   | 3 августа 2021 | Токио, Япония  |  |
| Мужчины | Европейский | 45,94 | Карстен Вархольм | Норвегия   | 3 августа 2021 | Токио, Япония  |  |
| Мужчины |             |       |                  |            |                |                |  |
| Женщины | Мировой     | 50,37 | Сидни Маклафлин  | США        | 8 августа 2024 | Париж, Франция |  |
| Женщины | Олимпийский | 50,37 | Сидни Маклафлин  | США        | 8 августа 2024 | Париж, Франция |  |
| Женщины | Европейский | 50,95 | Фемке Бол        | Нидерланды | 15 июля 2024   |                |  |

## Лучшие результаты — мужчины
| Место | Время | Имя                | Страна                              | Дата             | Место        |
| ----- | ----- | ------------------ | ----------------------------------- | ---------------- | ------------ |
| 1     | 45,94 | Вархольм, Карстен  | Норвегия                            | 3 августа 2021   | Токио        |
| 2     | 46,17 | Бенджамин, Рай     | США                                 | 3 августа 2021   | Токио        |
| 3     | 46,29 | Дос Сантос, Алисон | Бразилия                            | 19 июля 2022     | Юджин        |
| 4     | 46,78 | Янг, Кевин         | США                                 | 6 августа 1992   | Бразилия     |
| 5     | 46,98 | Самба, Абдеррахман | Катар                               | 30 июня 2018     | Париж        |
| 6     | 47,02 | Мозес, Эдвин       | США                                 | 31 августа 1983  | Кобленц      |
| 7     | 47,03 | Бронсон, Брайан    | США                                 | 21 июня 1998     | Новый Орлеан |
| 8     | 47,08 | Макмастер, Кайрон  | Виргинские Острова (Великобритания) | 3 августа 2021   | Токио        |
| 9     | 47,10 | Матете, Самуэль    | Замбия                              | 7 августа 1991   | Цюрих        |
| 10    | 47,19 | Филлипс, Андре     | США                                 | 25 сентября 1988 | Сеул         |

## Лучшие результаты — женщины
| Место | Время | Имя                     | Страна         | Дата            | Место     |
| ----- | ----- | ----------------------- | -------------- | --------------- | --------- |
| 1     | 50,37 | Маклафлин-Леврон, Сидни | США            | 8 августа 2024  | Париж     |
| 2     | 50,95 | Бол, Фемке              | Нидерланды     | 15 июля 2024    |           |
| 3     | 51,58 | Мухаммад, Далайла       | США            | 4 августа 2021  | Токио     |
| 4     | 52,34 | Печёнкина, Юлия         | Россия         | 8 августа 2003  | Тула      |
| 5     | 52,39 | Литтл, Шамир            | США            | 4 июля 2021     | Стокгольм |
| 6     | 52,42 | Уокер, Мелани           | Ямайка         | 20 августа 2009 | Берлин    |
| 7     | 52,47 | Димус, Лашинда          | США            | 1 сентября 2011 | Тэгу      |
| 8     | 52,61 | Баттен, Ким             | США            | 11 августа 1995 | Гётеборг  |
| 9     | 52,62 | Буфорд-Бейли, Тоня      | США            | 11 августа 1995 | Гётеборг  |
| 10    | 52,74 | Ганнелл, Салли          | Великобритания | 19 августа 1993 | Штутгарт  |

## Известные атлеты на этой дистанции
- Гленн Дэвис (США)
- Кевин Янг (США)
- Эдвин Мозес (США)
- Феликс Санчес (Доминиканская Республика)
- Керрон Клемент (США)
- Бершон Джексон (США)
- Энджело Тейлор (США)
- Наваль эль-Мутавакель (Марокко)
- Татьяна Ледовская (СССР/Белоруссия)
- Салли Ганнелл (Великобритания)
- Ирина Привалова (Россия)
- Юлия Печёнкина (Россия)
- Зузана Гейнова (Чехия)
- Наталья Антюх (Россия)
- Лашинда Димус (США)